# كارلوس غارسيا
كارلوس غارسيا (بالإسبانية: Carlos García Badías) (29 أبريل 1984 برشلونة إسبانيا - ) هو لاعب كرة قدم إسباني يلعب كمدافع.

## روابط خارجية
- كارلوس غارسيا على موقع الاتحاد الدولي (مؤرشف)  (الإنجليزية)
- كارلوس غارسيا على موقع اتحاد تركيا (لاعب) (الإنجليزية)
- كارلوس غارسيا على موقع قاعدة بيانات كرة القدم.إي يو (الإنجليزية)
- كارلوس غارسيا على موقع Soccerway.com (الإنجليزية)
- كارلوس غارسيا على موقع عالم كرة القدم.نت (الإنجليزية)
- كارلوس غارسيا على موقع AS.com (الإسبانية)